# Patxi Vila

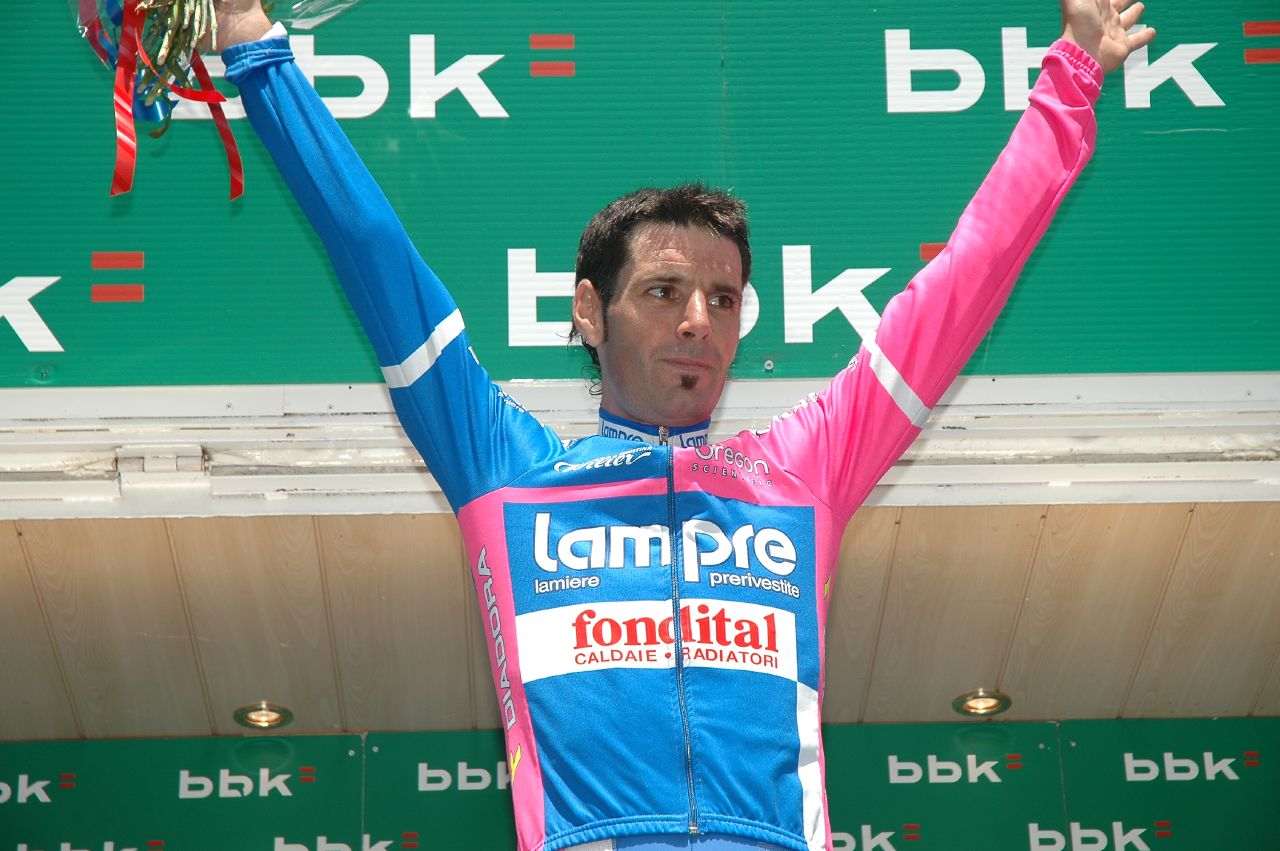
Patxi Vila
ciclista espanhol

Patxi Vila Patxi Xabier Vila Errandonea (11 de outubro de 1975, Vera de Bidasoa) é um ciclista profissional espanhol.